# Обозное (Павлодарская область)
Обозное (каз. Обозное) — упразднённое село в Железинском районе Павлодарской области Казахстана. Входит в состав Енбекшинского сельского округа. Код КАТО — 554243200. Ликвидировано  2018 г.

## Население
В 1999 году население села составляло 81 человек (44 мужчины и 37 женщин). По данным переписи 2009 года, в селе проживало 51 человек (29 мужчин и 22 женщины).

## География
Расположено около озера Ойнаксор.